# Volksbank Kirnau-Krautheim
Die Volksbank Kirnau-Krautheim eG ist eine deutsche Genossenschaftsbank mit Sitz in der baden-württembergischen Gemeinde Rosenberg (Baden) im Neckar-Odenwald-Kreis.

## Geschichte
Die Volksbank Kirnau-Krautheim eG mit Sitz in Rosenberg entstand durch die Verschmelzung der Volksbank Kirnau eG mit der Volksbank Krautheim eG zum 1. Januar 2024.

### Volksbank Kirnau eG
Als älteste Rechtsvorgängerin der Volksbank Kirnau eG gilt die Gründung als Spar- und Hilfskasse eGmuH Sindolsheim mit dem Sitz in Sindolsheim am 20. Juni 1880. Diese damals erste Genossenschaft der Region wurde im Genossenschaftsregister beim Amtsgericht Adelsheim, im damaligen Großherzogtum Baden, unter Nr. 1 Ad. geführt.
Der Rosenberger Sitz geht auf die örtliche Gründung der Rechtsvorgängerin „Ländlicher Kreditverein Rosenberg e.G.m.u.H.“ am 15. Januar 1902, mit Datum 15. Februar 1902 im Genossenschaftsregister Adelsheim unter Nr. 5 Ad. eingetragen, zurück.
Folgende Fusionen fanden bis heute statt:
- 1971 – Fusion der Raiffeisenkasse eGmbH Berolzheim mit dem Sitz in Berolzheim mit der Spar- und Kreditbank Rosenberg eGmbH mit dem Sitz in Rosenberg (Baden)
- 1972 – Fusion der Raiffeisenkasse Hirschlanden eGmbH mit dem Sitz in Hirschlanden mit der Spar- und Kreditbank Rosenberg eGmbH (der späteren Volksbank Kirnau eG)
- 1975 – Fusion der Raiffeisenkasse Hüngheim eG mit dem Sitz in Hüngheim mit der Volksbank Kirnau eG
- 1976 – Fusion der Raiffeisenbank Sindolsheim eG mit dem Sitz in Sindolsheim mit der Volksbank Kirnau eG
- 1981 – Fusion der Raiffeisenbank eG Buch mit dem Sitz in Buch am Ahorn mit der Raiffeisenbank eG Eubigheim	mit dem Sitz in Eubigheim zur Raiffeisenbank Ahorn eG mit dem Sitz in Ahorn (Baden)
- 1993 – Fusion der Raiffeisenbank Ahorn eG	mit der Volksbank Kirnau eG[3]
- 2024 – Fusion der Volksbank Krautheim eG mit der Volksbank Kirnau eG[4]

### Volksbank Krautheim eG
Die Volksbank Krautheim eG wurde im Jahr 1867 in Krautheim gegründet und fusionierte im Jahr 1974 als Volksbank-Raiffeisen eG Krautheim mit der Raiffeisenbank eG Assamstadt mit dem Sitz im Assamstadt. Zuvor fusionierte die Volksbank-Raiffeisen eGmbH Krautheim im Jahr 1973 mit der Raiffeisenkasse eGmbH Neunstetten mit dem Sitz in Neunstetten, im Jahr 1971 als Volksbank Krautheim – Raiffeisen – eGmbH mit der Spar- und Darlehnskasse eGmbH Erlenbach mit dem Sitz in Erlenbach, im Jahr 1970 mit der Raiffeisenkasse eGmbH Gommersdorf mit dem Sitz in Gommersdorf und im Jahr 1969 mit der Raiffeisenkasse eGmbH Ballenberg mit dem Sitz in Ballenberg.
Mit Eintragung vom 16. Februar 1995 bzw. 14. September 2007 erhielt die Bank ihre Firmierung.

## Rechtsverhältnisse
Die Volksbank Kirnau-Krautheim eG ist im Genossenschaftsregister beim Amtsgericht Mannheim unter GnR 450005 eingetragen.

## Organisationsstruktur
Rechtsgrundlagen sind das Genossenschaftsgesetz und die durch die Generalversammlung beschlossene Satzung. Organe der Bank sind der Vorstand, der Aufsichtsrat und die Vertreterversammlung.

## Sicherungseinrichtung
Die Volksbank Kirnau-Krautheim eG ist der amtlich anerkannten Sicherungseinrichtung des Bundesverbandes der Deutschen Volksbanken und Raiffeisenbanken GmbH und der zusätzlichen freiwilligen Sicherungseinrichtung des Bundesverbandes der Deutschen Volksbanken und Raiffeisenbanken e. V. angeschlossen.

## Geschäftsausrichtung
Die Volksbank Kirnau-Krautheim eG betreibt das Universalbankgeschäft. Im Verbundgeschäft arbeitet sie mit der DZ Bank, R+V Versicherung, Bausparkasse Schwäbisch Hall, Teambank, VR Smart Finanz, DZ Hyp und der Union Investment zusammen.

## Geschäftsgebiet
Das Geschäftsgebiet liegt im Osten des Neckar-Odenwald-Kreises und im Westen des Main-Tauber-Kreises sowie im Hohenlohekreis.
An diesen Orten betreibt die Bank Filialen:
- Rosenberg (Baden) (Hauptstelle, jur. Sitz)
- Ahorn (Baden) (Geschäftsstelle)
- Assamstadt (Geschäftsstelle)
- Krautheim (Geschäftsstelle)
- Osterburken (Geschäftsstelle)
- Ravenstein (Geschäftsstelle)

Diese sind alle mit einem Geldautomaten ausgestattet.